# Thora Knudsen
Thora Knudsen, född 1861, död 1950, var en dansk kvinnosakspolitiker, kommunalpolitiker, sjuksköterska och filantrop.
Hon var student vid Frederiks Hospital i Bredgade och sedan anställd som sjuksköterska där 1887-1891. Hon avslutade sin yrkesverksamhet när hon 1891 gifte sig med läkaren Mogens Knudsen. Hon var till sin död en viktig medlem av Dansk Sygeplejeråd (DSR).
Hon satt i Köpenhamns stadsfullmäktige för Højre 1909-1912. 
Hon var medlem i Dansk Kvindesamfund (DK) och engagerade sig i kampanjen för kvinnors rösträtt. 
Som filantrop engagerade hon sig i Diakonisseföreningens projekt för barn. 